# 🩸
🩸  is een teken uit de Unicode-karakterset dat een bloeddruppel voorstelt. Deze emoji is in 2019 geïntroduceerd met de Unicode 12.0-standaard.

## Betekenis
Deze emoji geeft een bloeddruppel weer, maar wordt ook gebruikt om bloeddonatie en menstruatie mee te duiden. Het gebruik van deze emoji voor menstruatie is niet overal onomstreden; verzoeken om een explicietere afbeelding hiervoor te gebruiken zijn er bij het Unicode consortium niet doorgekomen.

## Codering

De Twemoji implementatie

### Unicode
In Unicode vindt men de 🩸 onder de code U+1FA78  (hex).

### HTML
In HTML kan men in hex de volgende code gebruiken: &#x1FA78;

### Shortcode
In software die shortcode ondersteunt zoals Slack en GitHub kan het karakter worden opgeroepen met de code :drop_of_blood:.

### Unicode-annotatie
De Unicode-annotatie voor toepassingen in het Nederlands (bijvoorbeeld een Nederlandstalig smartphonetoetsenbord) is bloeddruppel. De emoji is ook te vinden met de sleutelwoorden bloeddruppel, bloeddonor medicijnen, en menstruatie.